# 콘티넨털 익스프레스

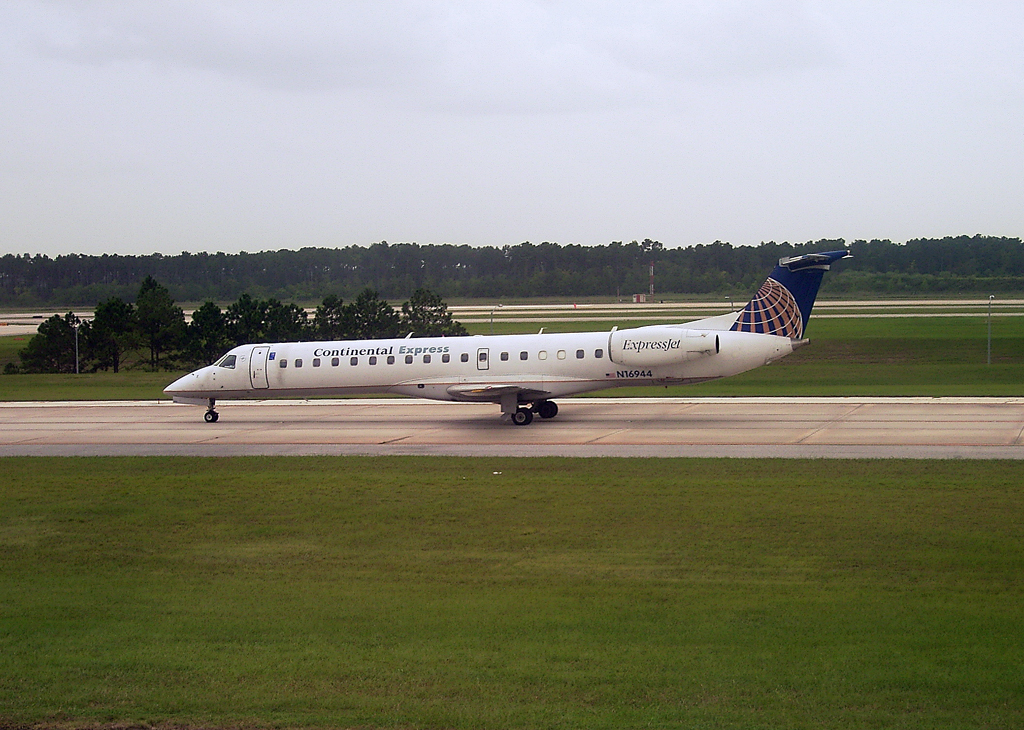
콘티넨탈 익스프레스의 엠브라에르 E-145

콘티넨탈 익스프레스(영어: Continental Express)는 콘티넨탈 항공을 위해 2개의 지역 항공사가 운항하고 있는 명칭으로 이에 참여하는 항공사 콘티넨탈 항공의 편명으로 콘티넨탈 항공의 허브 공항과 지방 공항 노선을 소형 항공기와 151개의 노선과 220대의 항공기로 운항했다. 하지만 2011년 11월 30일에 유나이티드 항공과 합병되면서 유나이티드 익스프레스로 통합했다.

## 같이 보기
- 미국의 없어진 항공사 목록